# Microterys cincticornis
Microterys cincticornis är en stekelart som beskrevs av William Harris Ashmead 1900. Microterys cincticornis ingår i släktet Microterys och familjen sköldlussteklar. Inga underarter finns listade i Catalogue of Life.